# Bert Manderson
Pour les articles homonymes, voir Manderson.
Robert Manderson, couramment appelé Bert Manderson ou parfois encore Bertie Manderson, est un footballeur international puis entraîneur irlandais, né le 9 mai 1893, à Belfast et mort le 27 avril 1946 . Évoluant au poste d'arrière droit, il est particulièrement connu pour ses saisons aux Rangers. Il fait partie du Rangers FC Hall of Fame.
Il compte 5 sélections en équipe d'Irlande.

## Biographie

### Carrière en club
Natif de Belfast, il joue d'abord dans des clubs irlandais (Cliftonville, Belfast Celtic et Glenavon) avant de s'engager pour les Rangers en 1914, dans un transfert d'un montant de 150 £.
Il y restera 12 saisons, y jouant un total de 452 matches officiels (dont 370 en championnat) et remportant 7 titres de champion. Il quitta les Rangers en 1927 pour une dernière saison en Angleterre au Bradford Park Avenue (en).
Après avoir raccroché les crampons, il se reconvertit comme entraîneur, dirigeant Queen's Park de 1929 jusqu'à sa mort en 1946.

### Carrière internationale
Bert Manderson reçoit 5 sélections en faveur de l'équipe d'Irlande entre 1920 et 1926. Il n'inscrit aucun but lors de ses 5 sélections.

## Palmarès

### Comme joueur
- Rangers :
  - Champion d'Écosse en 1917-18, 1919-20, 1920-21, 1922-23, 1923-24, 1924-25 et 1926-27